# Sergiu I de Amalfi
Sergiu I (d. 966) a fost al doilea duce de Amalfi și primul din familia Musco Comite.
În anul 958, Sergiu, cetățean din orașul Amalfi, l-a asasinat pe primul duce, Mastalus al II-lea și i-a uzurpat tronul. Pentru a institui o dinastie ducală stabilă, pe modelul celor din ducatele de Neapole și Gaeta, el l-a asociat imediat la domnie pe fiul său, Manso I. Atunci când Sergiu s-a stins, succesiunea lui Manso a venit astfel de la sine.
Sergiu a avut și alți fii pe lângă Manso: Ioan, Ademar și Leon, ca și pe Adelfer, cel care mai târziu va uzurpa tronul din Amalfi.